# パガニョッティ三連祭壇画
『パガニョッティ三連祭壇画』（パガニョッティさんれんさいだんが、伊: Trittico di Pagagnotti, 英: Pagagnotti Triptych）は、初期フランドル派の画家ハンス・メムリンクが1480年ごろ、板上に油彩で制作した三連祭壇画である。 本来の祭壇画は解体され、分散しており、現在、中央パネル (57cm x 42cm) はフィレンツェのウフィツィ美術館に、左右両翼パネル (それぞれ57.5cm x 17.3cm、57.5cm x 17.2cm) はロンドン・ナショナル・ギャラリーに所蔵されている。
中央パネル 「聖母子と2人の天使」は幼子イエス・キリストを抱く聖母マリアと傍らに立つ天使たちを表しており、左翼パネルは子羊を持つ洗礼者聖ヨハネ、右翼パネルは書物を持つ聖ラウレンティウスを描いている。聖母子と聖人たちは、アーチ下の通路と柱のある空間に配置されている。背後の開かれた部分から風景と建物が見えている。紋章の下に立つ9羽のツルを表している非常に異例な夜景図が左右両翼パネルの裏側に描かれている。
聖母頭上の花飾りとプットは当時のイタリア美術に限定される要素で、初期フランドル派のものではなく、そのことはメムリンクがイタリア人の寄進者、おそらくベネデット・パガニョッティ (Benedetto Pagagnotti) 司教のための依頼を受けたことを示唆している。美術史家のポーラ・ナットール (Paula Nuttall) は、この三連祭壇画を「絵画的、技術的、着想的に力技」であると評している。メムリンクは、イタリア的な古代美術の影響とモティーフをもって彫刻的な表現をするために、ヤン・ファン・エイクとロヒール・ファン・デル・ウェイデンの絵画的伝統と影響を組み合わせた。絵画の要素、とりわけその背景は、フィリッポ・リッピ、フラ・バルトロメオなどフィレンツェの画家たちに複製された。聖ウルスラ伝の画家によって制作された、本作に類似している三連祭壇画が存在する。

## 背景と委嘱

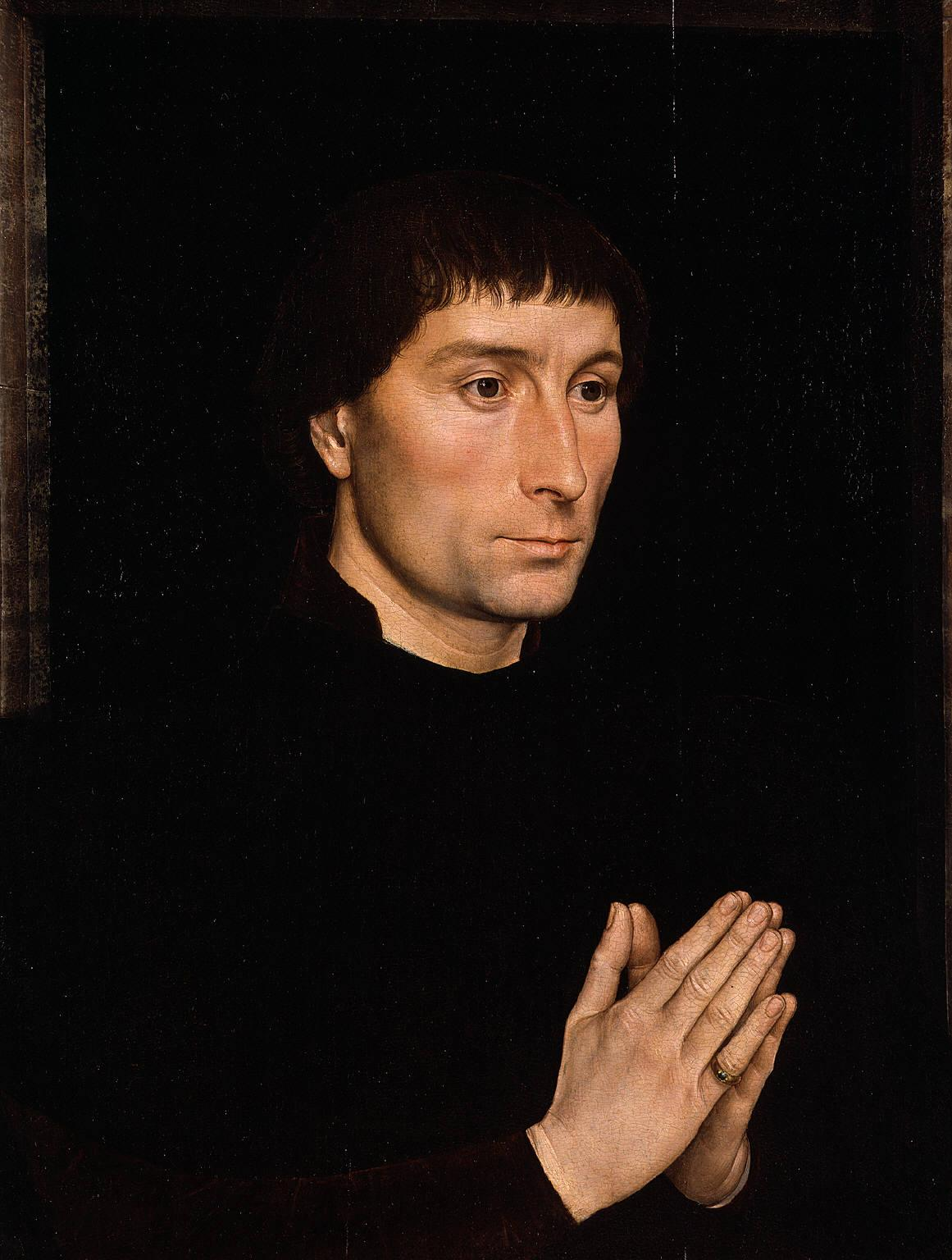
『トンマーゾ・ポルティナーリの肖像』(1470年ごろ)

15世紀には、初期ネーデルラント絵画はイタリアの収集家たちに非常に高い需要があった。ブルッヘとイタリアには強い経済的結びつきが存在した。ブルッヘにはイタリアの商人たちの大きな団体であったメディチ銀行の支店があり、絵画や様々なほかの美術品が南のイタリアへと輸出された。かなりの量の北方の美術品がメディチ家の宮廷によりその宮殿のために購入され、北方の美術品の魅惑が高まった。ブルッヘに駐在している間に、メディチ家の銀行員であったトンマーゾ・ポルティナーリは、フーゴー・ファン・デル・グースに『ポルティナーリ祭壇画』 (ウフィツィ美術館) を委嘱し、フィレンツェに作品を設置するために運ばせた。
メムリンクは、ブルッヘのイタリア人銀行家と商人の間に非常に大きな顧客のシェァを持っていて、その中には『トンマーゾ・ポルティナーリの肖像』と『マリア・ポルティナーリの肖像 (Portrait of Maria Portinari) 』 (ともにメトロポリタン美術館蔵) を委嘱したトンマーゾ・ポルティナーリがいた。メムリンクは、ネーデルラントのイタリアの技術、様式、モティーフをスムーズに融合させたことで、とりわけイタリアの商人、銀行員階級に人気があった。
1995年、美術史家のミヒャエル・ロールマン (Michael Rohlmann) は、ウフィツィ美術館にある『聖母子と2人の天使』と、ロンドンのナショナル・ギャラリーにある聖人を表した2点のパネルが元来、メムリンクの三連祭壇画であったということを突き止めた。両翼パネルの紋章とツルの図像にもとづき、ロールマンは作品の本来の所有者がフィレンツェの聖職者ベネデット・パガニョッティ (Benedetto Pagagnotti) であると特定したが、パガニョッティの家族はメディチ家の親しい提携者であった。

## 作品

### 外部

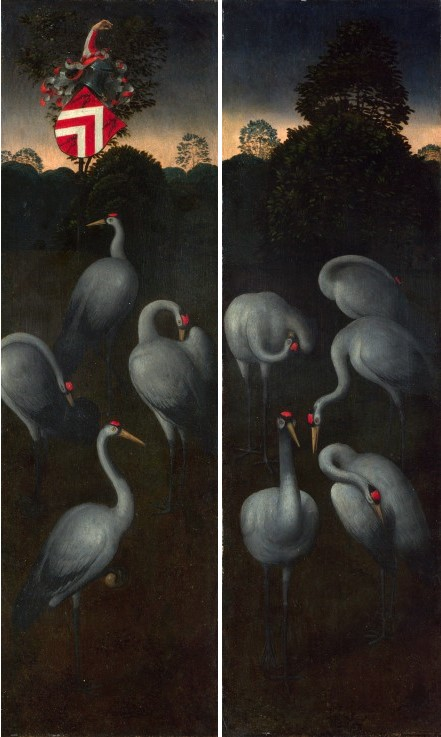
両翼パネルの外側 (閉じられた状態)

両翼パネルが閉じられた時に見える裏側には、一面に広がる暗い風景の中に9羽のツルが描かれている。暗色の木々が画面上部の暗くなりつつある空を背に立っている。空は灰色に、そして、木々の枝の背後の彼方にある水平線ではピンク色に変色しているが、それは日没か日の出であることを示唆している。
おそらくキツネと思われる小さな動物が、左側パネルの枝葉の中に微かに見える。左側パネルには、上部角に赤と白のシェブロンとコンパスのある紋章があり、暗くなりつつある空を背にツルの上に配置されている。
明るい色の鳥は、上にある紋章とマッチする鮮やかな赤いトサカを持っている。ロールマンは、「休息している鳥たちの影のような灰色の姿が風景から立ち現われ、鳥たちのトサカが孤立した色の斑点として輝き現れている」と記述している。紋章の真下にいる、一番手前の鳥は足に石を掴んでいるが、これは古典的な物語を表しているものである。その物語によれば、眠るツルは群れの中で石を掴むものを選び、危険が迫った時、あるいは石を掴んでいる鳥が眠ってしまった場合、石を落とし、群れ全体を目覚めさせるという。この護衛役のツルは、「グルス・ヴィジランス」(grus vigilans) として知られ、警備の象徴となっている。
風景の中のツルは、15世紀ネーデルラントの三連祭壇画では異例である。典型的な外側扉 (裏側パネル) は、聖人たちの彫像を表すためにグリザイユで描かれたからである。エインズワースはツルを「象徴的」と評し、ロールマンは「魅惑的」であると評した。美術史家たちは、この場面がメムリンクの手によるものなのか、彼の工房の助手たちの手によるものなのか決定できないでいる。エインズワースは「制作が拙い」とし、美術史家のオリヴァー・ハンド (Oliver Hand) は、鳥の群れは工房の数々の助手たちの参加を示していると提案している。

### 内部
聖母子は、イタリア起源の精緻な建築的細部のある空間に表されている。聖母マリアは膝にイエスを抱いて玉座に就いており、典型的なメムリンクの様式により赤い布で装飾された栄誉の天蓋の下にいる。玉座の両側には2本の柱があり、ほかの2本の柱の柱頭が両端に見える。玉座は装飾されたアーチの下に配置され、アーチの下の柱頭には智天使 (プット) が花輪を持って立っている。 楽器を持っている2人の天使たちが玉座の傍らの手前に跪いている。このような天使を伴う聖母子像は、『ダン三連祭壇画』 (ロンドン・ナショナル・ギャラリー) を含むほかのメムリンクの作品にも登場する。

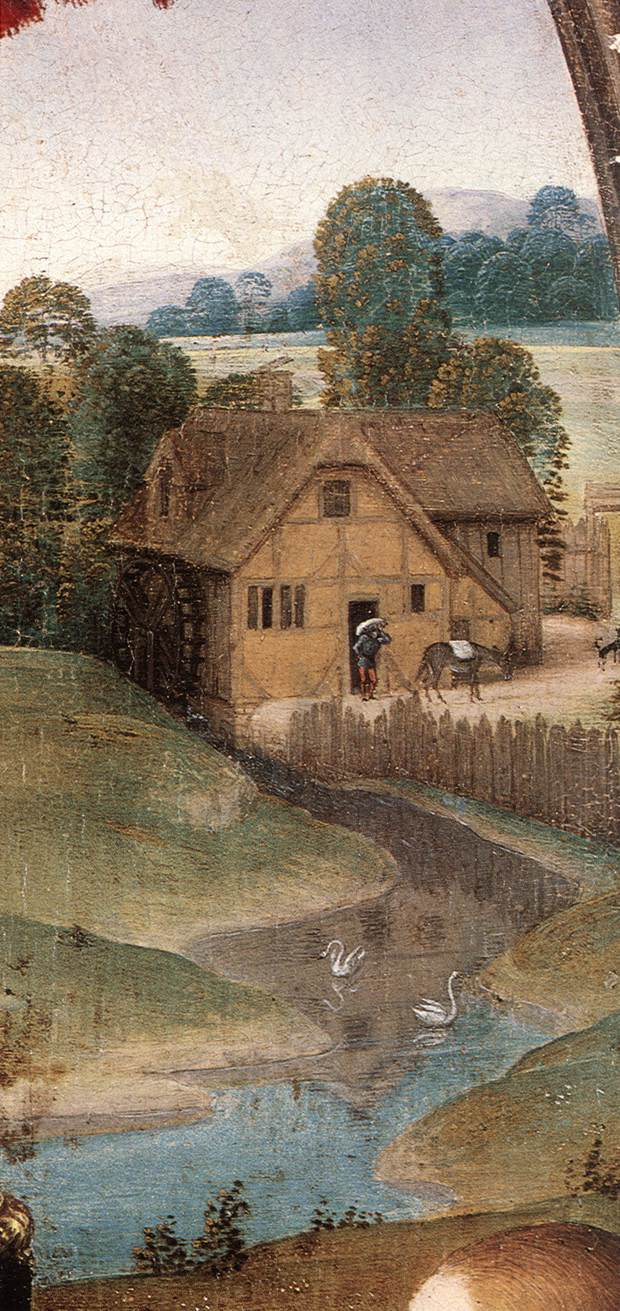
水車のある風景、中央パネルの部分

ネーデルラントのモティーフは、イタリア的な古代美術のモティーフと組み合わされ、融合されている。中央パネルの背後の柱はソロモン円柱的な様式で、金で鍍金されている。柱頭の上には彫刻があるが、左側は「ライオンを殺しているサムソン」で、右側は「アベルを殺すカイン」である。プットが載っている柱とマリアの玉座の一部のように見える柱は、ヤン・ファン・エイク以来のネーデルラント絵画に見られる、暗い赤色を帯びた大理石的色合いで描かれている。しかし、ヤン・ファン・エイクとは異なり、メムリンクはイタリアの様式で柱礎と柱頭を金で鍍金している。
ネーデルラント絵画には、地上世界と天上世界を区切る空間的、時間的境界がしばしば額縁、またはアーチの形で見られる。ペトルス・クリストゥスの『キリストの降誕』では、境界はグリザイユで描かれたアーチのある通路で示され、聖家族は世俗的、地上的世界の彼方にあるアーチ背後の聖なる場所に確固として配置されている。メムリンクのアーチの使用は、より装飾的な方向に傾いている。天上世界と地上世界の区分を示すというより、アーチはデザイン的要素として単に空間の中を漂っている。聖母子の頭上に漂っているアーチは数々のイタリア的な古代美術のモティーフを表している。外縁部は半円のロゼッタ模様からなり、内縁部は片側がブドウの蔓 (聖餐の象徴) で、もう一方が蔦で装飾されている。植物は金で鍍金され、磨いた金属、あるいは彫刻に類似しているが、美術史家のポーラ・ナットール (Paula Nuttall) は、「巻きあがっている先端部分と繊細な根の部分のある植物は、それらの下にいるカタツムリ、トカゲ同様に、付属的に自然観察の力技となっている」と記述している。

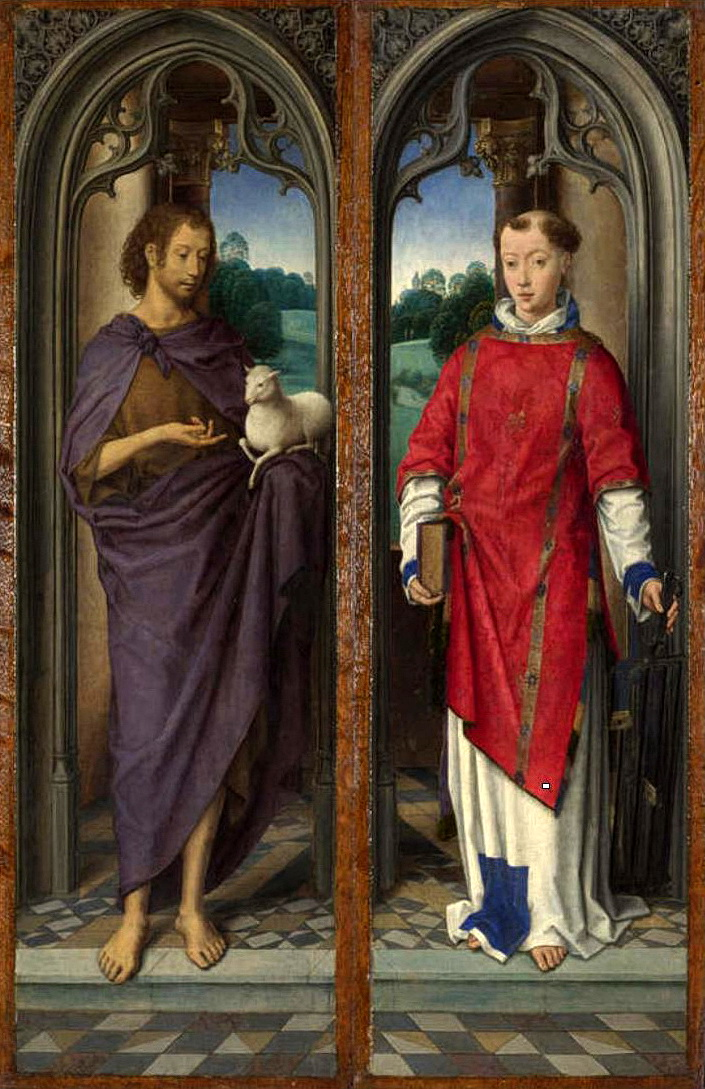
両翼パネル (洗礼者聖ヨハネと聖ラウレンティウス)

左翼パネルは、洗礼者聖ヨハネをその象徴である子羊とともに表しており、右翼パネルは聖ラウレンティウスを書物と拷問具とともに表している。聖ヨハネは毛皮の上着と外套を身に着けており、メムリンクの『ダン三連祭壇画』(ロンドン・ナショナル・ギャラリー) の聖ヨハネ、『聖ヨハネ祭壇画』 (旧聖ヨハネ病院内ハンス・メムリンク美術館) 』の中央パネルの人物に類似している。聖ラウレンティウスは白いアルバと赤いダルマティカを身に着けている。聖ラウレンティウスはネーデルラント絵画では、またメムリンクによっても滅多に描かれなかったが、この場合は購入者が聖ラウレンティウスの描写を要請し、承認したことを示唆している。
2人の立っている聖人たちは、ゴシック美術のトレサリー窓を表す建築的枠組みの中にいる。コリント式柱頭のある柱が背景の窓に隣接して微かに見える。建築的細部は、北 (ネーデルラント) と南 (イタリア) のモティーフと影響の並置である。窓を通して風景が見えるが、それはイタリアの画家たちに模倣された。ビアージョ・ダントーニオは両翼パネルの風景の一部の細部を借用している。

## 特定化と帰属

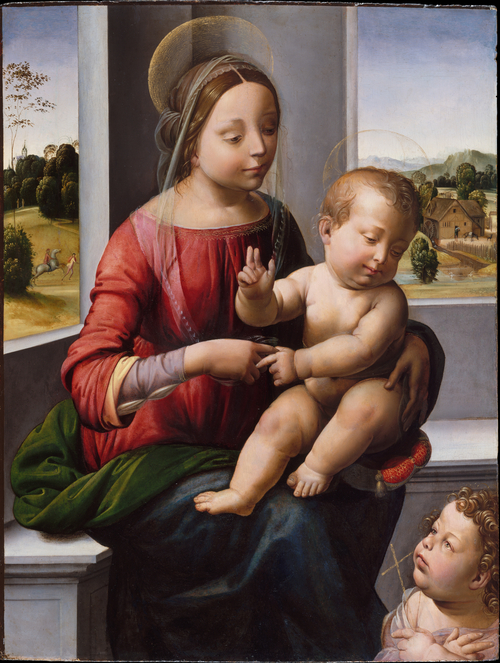
フラ・バルトロメオ『聖母子』、メトロポリタン美術館 (ニューヨーク)

1995年、美術史家のロールマンは、ロンドン・ナショナル・ギャラリーの2枚の細いパネルとウフィツィ美術館の中央パネルがメムリンクの三連祭壇画の分断された部分であることを突き止めた。この特定化は、ロンドンのパネルとウフィツィの中央パネル間の同一のサイズ、床のタイルと階段の位置、類似している古代美術的なモティーフにもとづく。階段と床のタイルは本来の三連祭壇画の3枚のパネルともに同一で、連続している空間としての外観を提示している。
当時のイタリアの画家たちに複製された背景の風景も、3枚のパネルの特定化に役立った。早くも1483年に、中央パネルの、小麦粉の袋を運んでいる男のいる水車がフィリッピーノ・リッピの絵画『聖パウロと聖フレディアーノ』に複製された。メトロポリタン美術館にあるフラ・バルトロメオの『聖母子』(1497年ごろ) は、水車がほとんど同じように描かれ、聖ラウレンティウスを描いた右翼パネルの風景の要素が描かれている。
精緻な花輪、数々のプット、外側パネルのツルはメムリンクの作品では異例のモティーフであり、おそらく顧客の嗜好、または特殊な指示により描かれた。ロールマンは、特徴的な紋章をたどり、それがフィレンツェのパガニョッティ家のものであることを特定化した。 同じ紋章が聖ウルスラ伝の画家による別のネーデルラントの三連祭壇画にも見出されるが、ロールマンは、その作品が左翼パネルの聖パウロの存在のためにパウロ・パガニョッティ (Paulo Pagagnotti) によって委嘱されたことを特定化した。パウロは、メディチ家の代理人として少なくとも一度ブルッヘに旅行しており、ロールマンはメムリンクの本作がパウロの叔父で、ヴェゾンの司教 (Roman Catholic Diocese of Vaison) であったベネデットのために委嘱されたと信じている。彼は、フィレンツェのサンタ・マリア・ノヴェッラ教会内の大きな住居に住んでいた。